# Аутентификация по отпечаткам пальцев

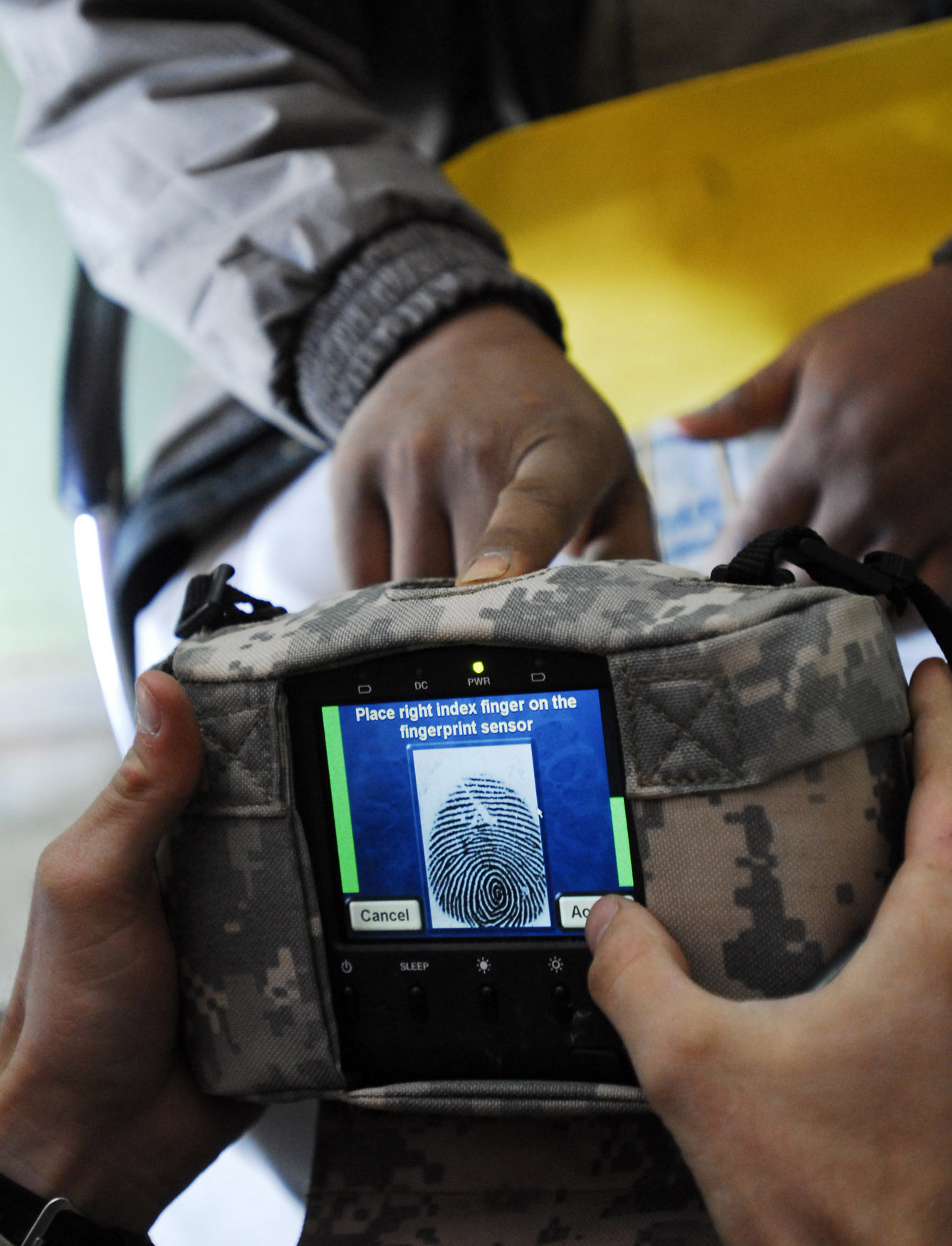
Ручное сканирование пальцев гражданских лиц с целью обнаружения скрывающихся среди местного населения боевиков во время массовой облавы в Ираке

Аутентификация по отпечатку пальца - это тип биометрической идентификации, при котором в цифровой форме сравниваются и проверяются два отпечатка пальцев. Биометрия по отпечатку пальца эффективна благодаря своей уникальности и стабильности образца. В настоящее время она широко используется для обеспечения доступа к компьютерам и идентификации владельцев банковских счетов, что активно используется в смарт-картах.

## История и применение
Первые использования аутентификации по отпечаткам пальцев могут быть датированы более 30 000 лет назад. Отпечаток часто использовался в качестве подписи в договорах и на произведениях искусства. С начала XX века идентификация людей по отпечаткам пальцев (дактилоскопия) применяется в криминалистике. Такая система основана на двух предположениях:
- нет двух людей, имеющих одинаковый набор пальцевых узоров;
- пальцевые узоры в течение жизни человека не меняются естественным образом.

Хотя аутентификация по отпечатку пальца считается эффективным методом, качество проверки сильно зависит от качества образца.
Как правило, отпечаток пальца фиксируется, по меньшей мере, один раз с использованием датчика отпечатка пальца и затем записывается в базу данных. Чтобы разрешить доступ пользователю, получают изображение его отпечатка пальца и сравнивают с записью в базе данных. В зависимости от используемых алгоритмов, когда отпечаток пальца пользователя удовлетворяет требованиям соответствия, ему / ей предоставляется доступ к системе.
Поскольку аутентификация по отпечатку пальца стала относительной дешевой, она была принята различными типами систем. Нет ничего необычного в том, чтобы найти сканер отпечатков пальцев на новых ноутбуках. Существуют также недорогие устройства считывания отпечатков пальцев для существующих настольных компьютеров и ноутбуков, такие как Microsoft Fingerprint Reader. Эти устройства заменяют традиционные аутентификацию по имени пользователя и паролю. В последнее время проверка подлинности по отпечатку пальца также сочетается со смарт-картой для повышения безопасности и эффективности. Аутентификация по смарт-карте — отпечатку пальца выполняется либо двухфакторым, либо трехфакторным способом. Двухфакторная аутентификация проверяется с использованием как смарт-карты, так и отпечатка пальца. Трехфакторная добавляет дополнительный уровень безопасности, требуя также правильный пароль.
Распознавание мельчайших деталей

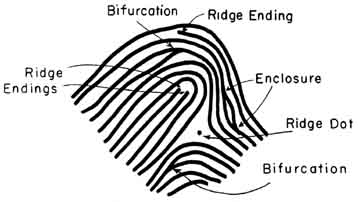
Характерные признаки для классификации

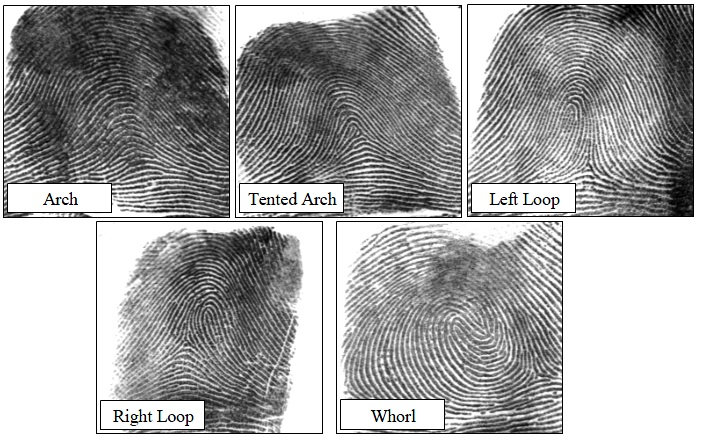
Классификационная схема Генри

Отпечаток пальца состоит из ряда хребтов и впадин. Этот ряд признаков и мелких точек(вершин) определяют уникальность отпечатка пальца. Один из методов проверки основан на таких деталях и сравнивает мелкие точки двух отпечатков. Эффективность такого подхода сильно зависит от качества образца отпечатка.
Классификационная схема
Фрэнсис Гальтон и Эдвард Генри были одними из первых ученых, которые провели исследование по классификации отпечатков пальцев. Они идентифицировали пять классов отпечатков пальцев и вероятность их появления:
1. Arch 3,7 %
2. Tented Arch 2,9 %
3. Left Loop 33,8 %
4. Right Loop 31,7 %
5. Whorl 27,9 %

Из-за небольших различий между этими пятью классами и больших различий внутри каждого класса часто бывает сложно автоматизировать распознавание образов для этих классов. На процесс проверки также может повлиять шум в образце отпечатка пальца.

## Улучшение образца
Поскольку эффективность проверки во многом зависит от качества образца, были проведены многочисленные исследования для улучшения качества изображения отпечатка пальца. Салил Прабхакар и Анил Джайн предложили быстрый алгоритм, который улучшает четкость гребней и впадин. Другие популярные варианты включают применение фильтров к изображению, например, фильтрацию Фурье и фильтрацию Габора.

## Датчики отпечатков пальцев
Датчик захватывает изображение отпечатка. Обычно датчик состоит из камеры и поверхности, на которую пользователь помещает свой палец. В настоящее время используются три типа технологий захвата отпечатков пальцев: оптические, емкостные и ультразвуковые.
Оптический метод
Оптическая технология использует видимый свет для освещения и захвата образца отпечатка. Этот образец затем преобразуется в цифровое изображение.
Оптические датчики
- Сенсор, использующий отражение света для захвата изображения линий пальцев
- Аналогичный предыдущему, но использующий только рассеянный свет
- Оптический бесконтактный: захватывает отпечаток без прямого контакта с пластиной

Емкостной метод
Емкостная технология может быть пассивной или активной. Пассивная емкостная технология использует массив пластин из кремния. Когда палец соприкасается с датчиком, подается небольшой электрический ток и измеряется емкость в каждом пикселе. Гребни отпечатков пальцев разряжают емкость больше, чем впадины. Активная емкостная технология похожа на пассивную, за исключением того, что напряжение прикладывается к коже перед проведением измерений.
Емкостные датчики
- Статический емкостный датчик типа 1: измерение между пикселем и канавкой[10]
- Статический емкостный датчик типа 2: измерение между пикселем и землей[10]
- Динамический емкостный: используется переменное напряжение[10]
- Люминесцентный емкостный: использует переднюю сторону пальца в качестве второго электрода[10]

Ультразвуковой метод
Ультразвук обеспечивает наилучшую производительность, но является самым дорогим из трех типов технологии захвата отпечатков пальцев. Он использует высокочастотные звуковые волны для захвата внутренней структуры отпечатка пальца. Этот метод помогает предотвратить имитацию и не подвержен воздействию грязи, жира и других препятствий, которые могут быть источниками шумов, ухудшающих производительность емкостных и оптических технологий..

## Преимущества и недостатки аутентификации по отпечаткам пальцев
Аутентификация по отпечатку пальца дает бесчисленные преимущества, но, как и любые другие системы, она имеет некоторые недостатки. Серьезность этих дефектов зависит от требований безопасности системы.
Преимущества
1. Постоянные характеристики. Отпечатки пальцев не меняются со временем и остаются постоянной подписью человека. Это позволяет избежать усилий, необходимых для обновления отпечатка пальца человека, который уже существует в базе данных.
2. Уникальность. В отличие от традиционных методов аутентификации, таких как карты и пароли, отпечаток пальца уникален для каждого человека и не может быть украден или потерян.
3. Легкость введения запрета на совместное использование ресурсов. Пользователи не могут передавать свои «пароли», как в случае паролей и карточек. С точки зрения управления безопасностью, это обеспечивает более строгую политику безопасности и предотвращает любое совместное использование.
4. Пользователям не нужно беспокоиться о потере ключа.

Недостатки
1. Недостаточно высокая точность и скорость работы.
2. Проблемы с регистрацией инвалидов. Люди с физическими недостатками или с травмами пальцев, часто не проходят аутентификацию из-за недостаточного качества пробы.
3. Зависимость от шумов, вызываемых грязью и порезами. Производительность аутентификации сильно зависит от качества образца отпечатка пальца. Порезы, шрамы и грязь служат дополнительным шумом для системы, особенно в случае оптических и емкостных технологий.
4. Ограниченный срок службы датчиков. Считыватели, такие как те, которые используют оптическую технологию, имеют короткий срок службы (приблизительно один год) и требуют обширного обслуживания (регулярной очистки).
5. Нарушение конфиденциальности пользователя. Отпечаток пальца можно рассматривать как личную информацию и конфиденциальные данные. Некоторые люди могут рассмотреть вопрос о занесении в систему его / ее отпечатка пальца как акт нарушения его / ее конфиденциальности.